# (5614) Yakovlev
(5614) Yakovlev (1979 VN) – planetoida z grupy pasa głównego asteroid okrążająca Słońce w ciągu 4,85 lat w średniej odległości 2,86 j.a. Odkryta 11 listopada 1979 roku.